# Propoziție principală
În sintaxa tradițională, noțiunea de propoziție principală cunoaște mai multe interpretări în diverse gramatici, în funcție de limbi și de autori. Comun în ele este că propoziția principală nu depinde din punct de vedere sintactic de nicio altă propoziție.
Propoziția principală unică dintr-o frază imprimă întregului său propriul ei caracter din punctul de vedere al scopului comunicării și al afectivității (enunțiativă, interogativă directă sau exclamativă), ceea ce se reflectă de obicei în intonație (în aspectul ei vorbit) și în punctuația finală (în aspectul ei scris), de exemplu (propozițiile principale cu litere aldine): Cine ți-a dat voie să pleci deși n-ai terminat?; Ce bine e când suntem împreună!.
Într-o frază, propoziția principală dispune fie de o anumită suficiență și autonomie semantică, limitate însă prin relațiile ei cu alte propoziții din frază, fie de o insuficiență semantică și de o lipsă de autonomie, completate de relațiile ei cu alte propoziții din frază.

## În gramatici românești
Pentru unii autori, ca Bidu-Vrănceanu 1997, o propoziție principală este una care nu depinde de altă propoziție, și care, din punctul de vedere al relațiilor cu alte propoziții, este de următoarele tipuri:
- propoziție principală independentă, care are autonomie totală, nestabilind relații cu alte propoziții, ex. A sunat clopoțelul.
- propoziție principală coordonată cu cel puțin o altă propoziție principală în cadrul unei fraze; în continuarea propoziției de mai sus: Profesorul a terminat ora și copiii au ieșit în curtea școlii.
- propoziție principală regentă, care subordonează cel puțin o altă propoziție în cadrul unei fraze; în continuarea frazei de mai sus, cea cu caractere aldine: Ei erau nerăbdători să înceapă joaca.

Alți autori, precum Constantinescu-Dobridor 1998, scot propoziția independentă din sfera noțiunii de propoziție principală, definind-o pe aceasta ca una care face parte dintr-o frază și nu este subordonată niciunei alte propoziții. Poate sau să fie numai coordonată cu cel puțin alta, sau numai să subordoneze cel puțin alta, fiind deci principală regentă, sau să fie în același timp coordonată cu cel puțin alta și să subordoneze cel puțin alta. În această concepție, o propoziție regentă poate fi subordonată, dar atunci nu este principală.
În concepția altor autori, de pildă Coteanu 1982, o propoziție principală nu este independentă, face parte dintr-o frază în care este și regentă, deci subordonează cel puțin o altă propoziție, iar dacă într-o frază sunt numai propoziții coordonate, acestea nu sunt nici independente, nici principale, ci asociate. Nici în această concepție, o regentă subordonată nu este principală.

## În alte gramatici
În gramatica tradițională de limbă engleză se întâlnește concepția că propoziția principală (en  main clause) este o propoziție regentă într-o frază, termenul fiind sinonim cu „propoziție independentă” (en  independent clause), cu argumentul că nu funcționează ca o parte de propoziție în altă propoziție, putând constitui și o propoziție neintegrată într-o frază.
În literatura de specialitate franceză, propoziție principală (fr  proposition principale) este considerată în general una care, într-o frază, subordonează cel puțin o altă propoziție (proposition subordonnée), și care nu este subordonată niciunei alte propoziții. Propoziția principală este în general independentă din punct de vedere semantic și funcțional, dar în această concepție, noțiunea de propoziție independentă (proposition indépendante) este folosită ca echivalentă cu cea de phrase simple (literal „frază simplă”), propoziție neintegrată în vreo frază.
Grevisse și Goosse 2007 are altă concepție. Consideră inutilă noțiunea proposition principale, dar și noțiunea proposition subordonnée „propoziție subordonată”, în ideea că subiectul nu este subordonat predicatului, prin urmare, într-o phrase poate exista o proposition cu funcție de subiect și două predicate, unul principal al entității phrase și unul al entității proposition. În loc de propoziție principală, această gramatică ia în seamă cuvintele (verbe, părți de vorbire nominale etc.) care pot subordona ceea ce numește simplu proposition. În ceea ce privește fraza numai cu propoziții coordonate, pe acestea le numește sous-phrases (lit. „sub-fraze”). Nu folosește nici noțiunea proposition indépendante „propoziție independentă”, ci, în locul acesteia, phrase simple, ceea ce se numește „frază” în română fiind phrase complexe (lit. „frază complexă”), limitată la cea cu subordonare.
În gramatici BCMS se întâlnesc pentru propozițiile din frază termenii osnovna klauza „propoziție de bază”, corespunzătoare propoziției regente, care poate fi nezavisna klauza „propoziție independentă”, adică nesubordonată, sau zavisna klauza „propoziție dependentă”, adică subordonată. Propoziția de bază independentă este numită de obicei glavna klauza „propoziție principală”.
În gramaticile limbii maghiare există o singură denumire (mondat) în mai multe sintagme și cuvinte compuse pentru propoziție, propoziția dintr-o frază, propoziția principală, propoziția subordonată, fraza cu două propoziții și fraza cu mai mult de două propoziții. Prima este precizată cu atributul egyszerű „simplă”, a doua cu elementul prim de compunere tag- „membră”, a treia cu elementul prim fő- „principală”, a patra cu elementul prim mellék- „secundară”, a cincea cu atributul összetett „complexă”, iar a șasea cu többszörösen összetett „multicomplexă”. Egyszerű mondat este și propoziție independentă neintegrată în frază; în összetett mondat numai cu coordonare sunt două főmondatok (lit. „propoziții principale”); în összetett mondat cu subordonare este o főmondat care este regentă; în többszörösen összetett mondat poate exista o főmondat sau mai multe coordonate între ele care sunt regente nesubordonate, și una sau mai multe főmondatok care sunt subordonate și regente la rândul lor, subordonând propoziții numite mellékmondatok „propoziții secundare”. Aceste din urmă főmondatok sunt deci și mellékmondatok în același timp.